# Kościół Matki Boskiej Zwycięskiej w Warszawie
Kościół Matki Boskiej Zwycięskiej w Warszawie – rzymskokatolicki kościół parafialny należący do parafii pod tym samym wezwaniem (dekanat rembertowski diecezji warszawsko-praskiej). Znajduje się w warszawskiej dzielnicy Rembertów, na osiedlu Nowy Rembertów.
Budowa świątyni według planów architektów: Wiesława Kononowicza i Stanisława Mizerskiego została rozpoczęta w lipcu 1939 roku, ale wybuch II wojny światowej przerwał prace, zostały one wznowiono dopiero w 1946 roku. Kamień węgielny został poświęcony przez kardynała Augusta Hlonda w dniu 1 czerwca 1947 roku. Kościół stanął w stanie surowym w 1952 roku dzięki staraniom księdza prałata Stanisława Skrzeszewskiego. W dniu 20 kwietnia 1952 roku arcybiskup Stefan Wyszyński odprawił pierwszą mszę świętą, poświęcił mury oraz pierwszy dzwon i nadał mu imię „Stefan”. Wyposażenie wnętrza powstało dzięki staraniom księdza prałata Józefa Urcusa. Kościół został konsekrowany przez biskupa Jerzego Modzelewskiego w 1978 roku. W 1995 roku dzięki staraniom księdza prałata Edwarda Żmijewskiego została ukończona wieża i w ten sposób projekt został zrealizowany do końca.